# Euryurus amycus
Euryurus amycus är en mångfotingart som beskrevs av Hoffman 1978. Euryurus amycus ingår i släktet Euryurus och familjen Aphelidesmidae. Inga underarter finns listade i Catalogue of Life.